# 娄烦山药蛋
娄烦山药蛋，是中华人民共和国山西省太原市娄烦县的特产马铃薯。

## 特点
娄烦县的主要经济收入来源是马铃薯（俗称山药蛋）产业，并兼顾发展大蒜、胡萝卜等经济作物。2013年，娄烦县开始加大对马铃薯产业的推广与生产。2015年，娄烦山药蛋获得“地理标志证明商标”称号（注册号：14504540）。马铃薯也成为娄烦发展“一县一业”主导产业和农民脱贫增收的重要支柱产业。2017年，娄烦县山马铃薯种植面积10万亩，总产量达到16.5万吨以上、产值2.9亿元，平均单产1650公斤/亩，最高达到5000公斤/亩。仅马铃薯产业，娄烦县农民人均收入1939元。同年12月10日，“中国好土豆、娄烦山药蛋”品牌推介暨2018年有机土豆认购会在太原举行。2018年2月12日，中华人民共和国农业部正式批准对“娄烦山药蛋”实施农产品地理标志登记保护。2019年1月15日，娄烦山药蛋被授予“2018年全国绿色农业十佳蔬菜地标品牌”。